# ゴンサロ・バルガス
ゴンサロ・バルガス（Gonzalo Vargas, 1981年9月22日 - ）は、ウルグアイ・モンテビデオ出身の元同国代表サッカー選手。ポジションはフォワード。
ウルグアイ代表としてコパ・アメリカ2007に出場した。

## 所属クラブ
- デフェンソール・スポルティング 2001-2004
- ヒムナシア・ラ・プラタ 2004-2006
- ASモナコ 2006-2009

→ FCソショー 2007-2008 (loan)
→ CFアトラス 2008-2009 (loan)
- CFアトラス 2009-2011

→ アルヘンティノス・ジュニアーズ 2010-2011 (loan)
- ヒムナシア・ラ・プラタ 2011-2012
- ベジャ・ビスタ 2012-2013
- ランプラ・ジュニオルス 2013-2014